# Ukrinform
Ukrinform (tiếng Ukraina: Укрінформ) hay Hãng Thông tấn Quốc gia Ukraina (tiếng Ukraina: Українське національне інформаційне агентство) là hãng thông tấn nhà nước của Ukraina.
Hãng thành lập năm 1918 trong Chiến tranh giành độc lập Ukraina  với tên Văn phòng Báo chí Ukraina (BUP, Bureau of Ukrainian Press) . Giám đốc đầu tiên của hãng là Dmytro Dontsov.